# 特蕾西亚学校

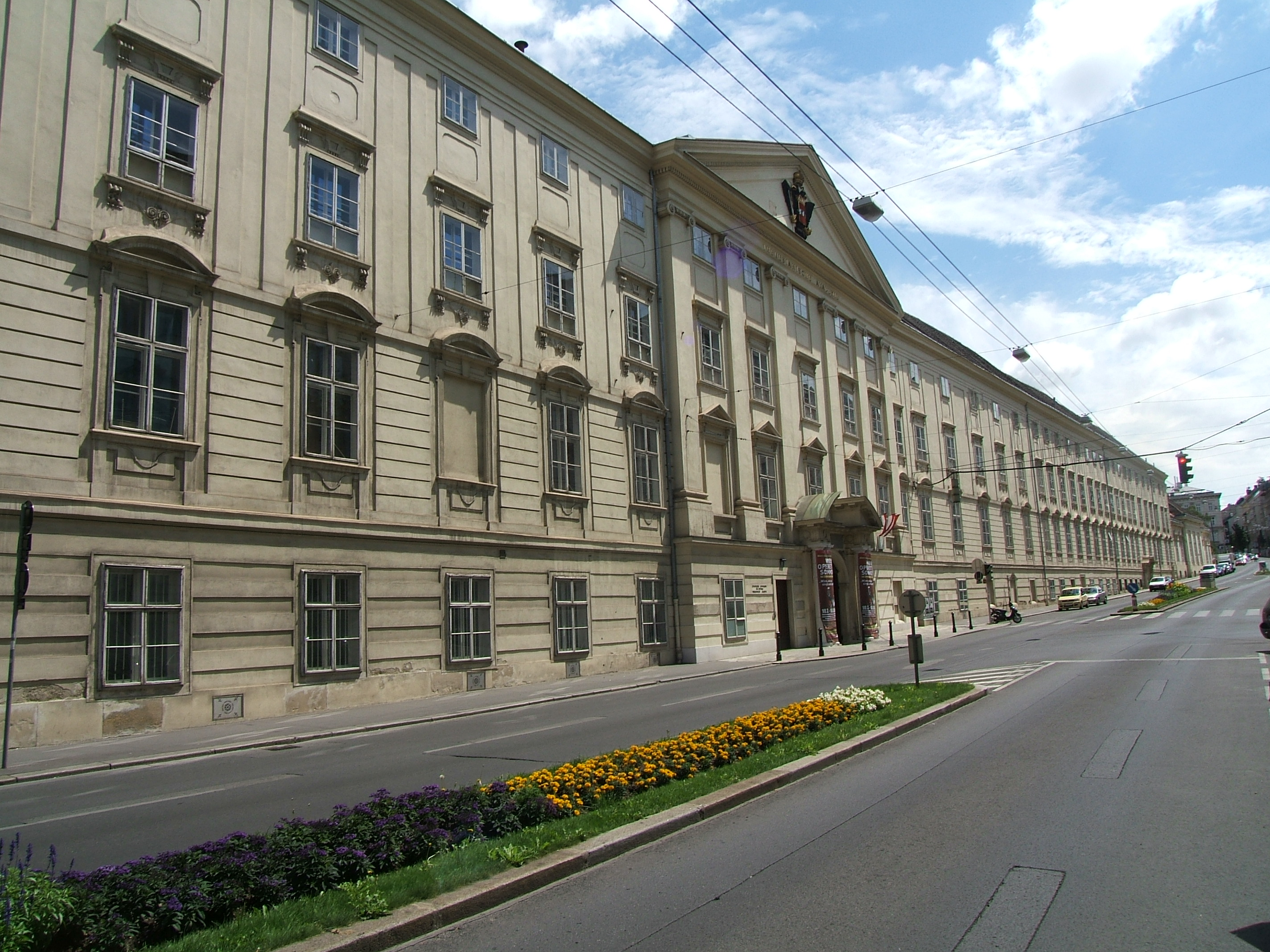
特蕾西亚学校

特蕾西亚学校（Theresianum）是奥地利维也纳的一所私立寄宿学校，由玛丽亚·特蕾西亚创建于1746年。

## 历史

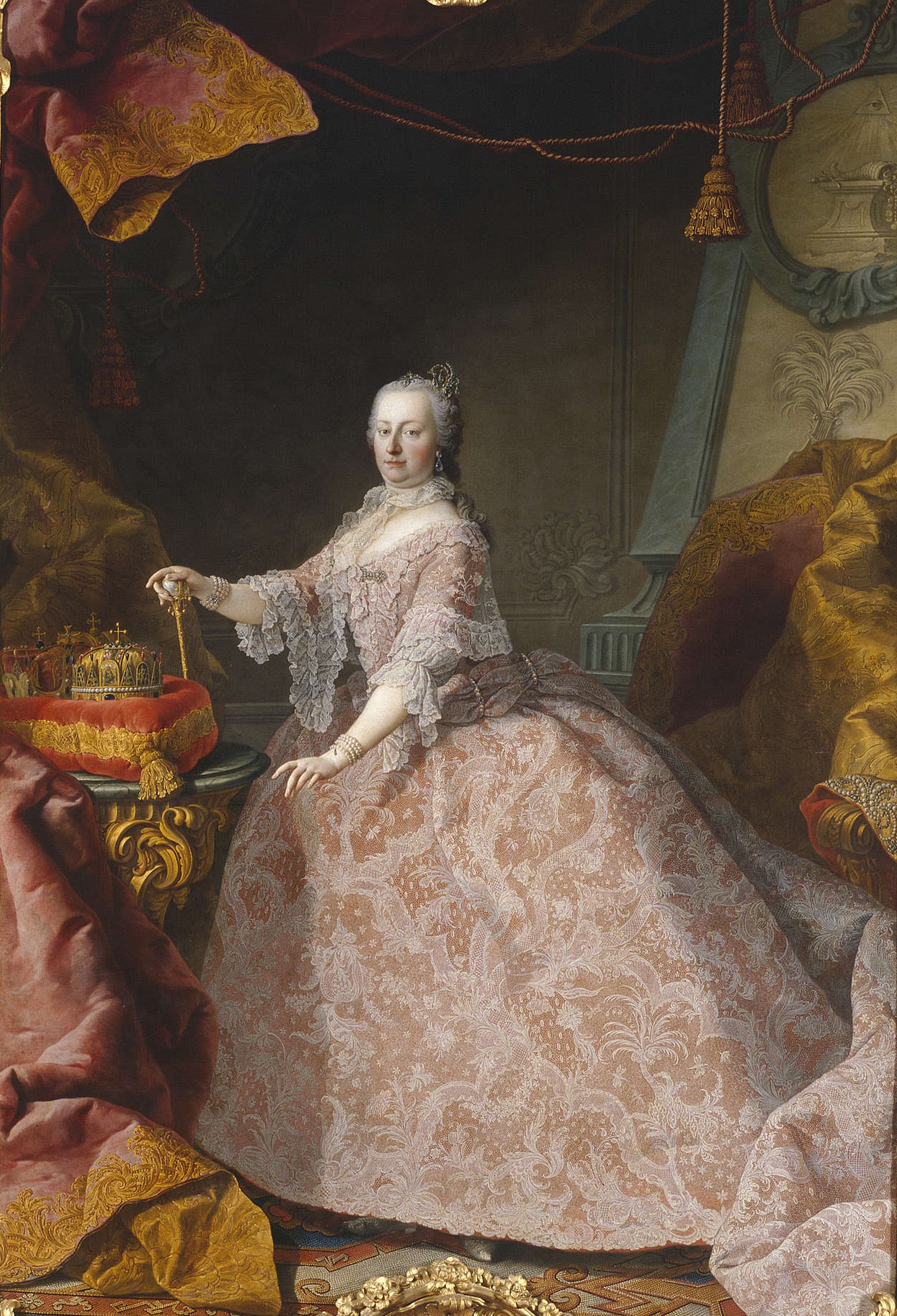
玛丽亚·特蕾西亚

1614年，哈布斯堡家族购买这座当时位于维也纳城外的庄园，加以改建，作为夏宫，也是著名的表演场地。1683年在维也纳战役中被毁，随后重新修建的新夏宫更大也更豪华。 1740年皇帝查理六世在此去世，他的长女玛丽亚·特蕾西亚决定不再进入这座建筑。
1746年，玛丽亚·特蕾西亚将城堡出售给耶稣会，成立一所帝国学校，该校有严格的选拔程序，最高的教学和科研水平，进行现代外语教学。
1773年，玛丽亚·特蕾西亚之子约瑟夫二世解散耶稣会，特蕾西亚学校关闭。1797年，弗朗茨二世重新开放该校，改属学校神职修士会（Piarists）管理，并完成了新古典主义的立面，以及游泳池等配套设施。1848年革命以后，弗朗茨·约瑟夫一世决定招收资产阶级子弟。

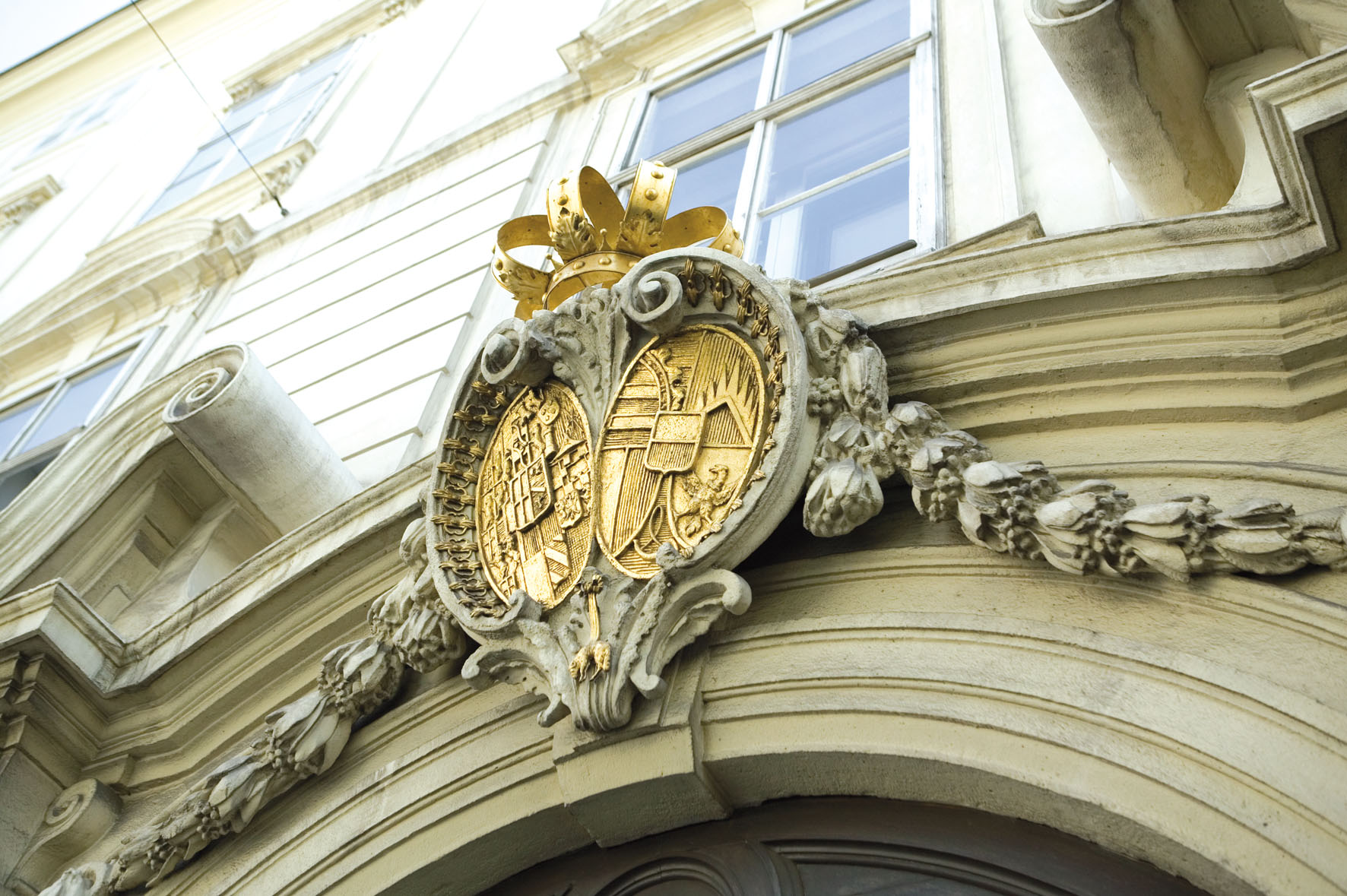
外交学校入口

1883年，世界上最古老的国际关系学校领事学校——1754年玛丽亚·特蕾西亚建立的东方学校，今维也纳外交学院——搬迁到此。1905年再迁到今美国驻奥大使馆。
1938年希特勒实行德奥合并后，该校改为国家政治教育学院。第二次世界大战期间，学校被严重破坏，经修复后于1957年重新开放。
1964年，维也纳外交学院作为领事学校的继承者在此重新开放。其毕业生包括前联合国秘书长和奥地利总统库尔特·瓦尔德海姆，以及欧洲的部长和高级政府官员。1988年第一个女教官开始任教，1989年，录取第一位女学生， 1993年，任命第一女校长。

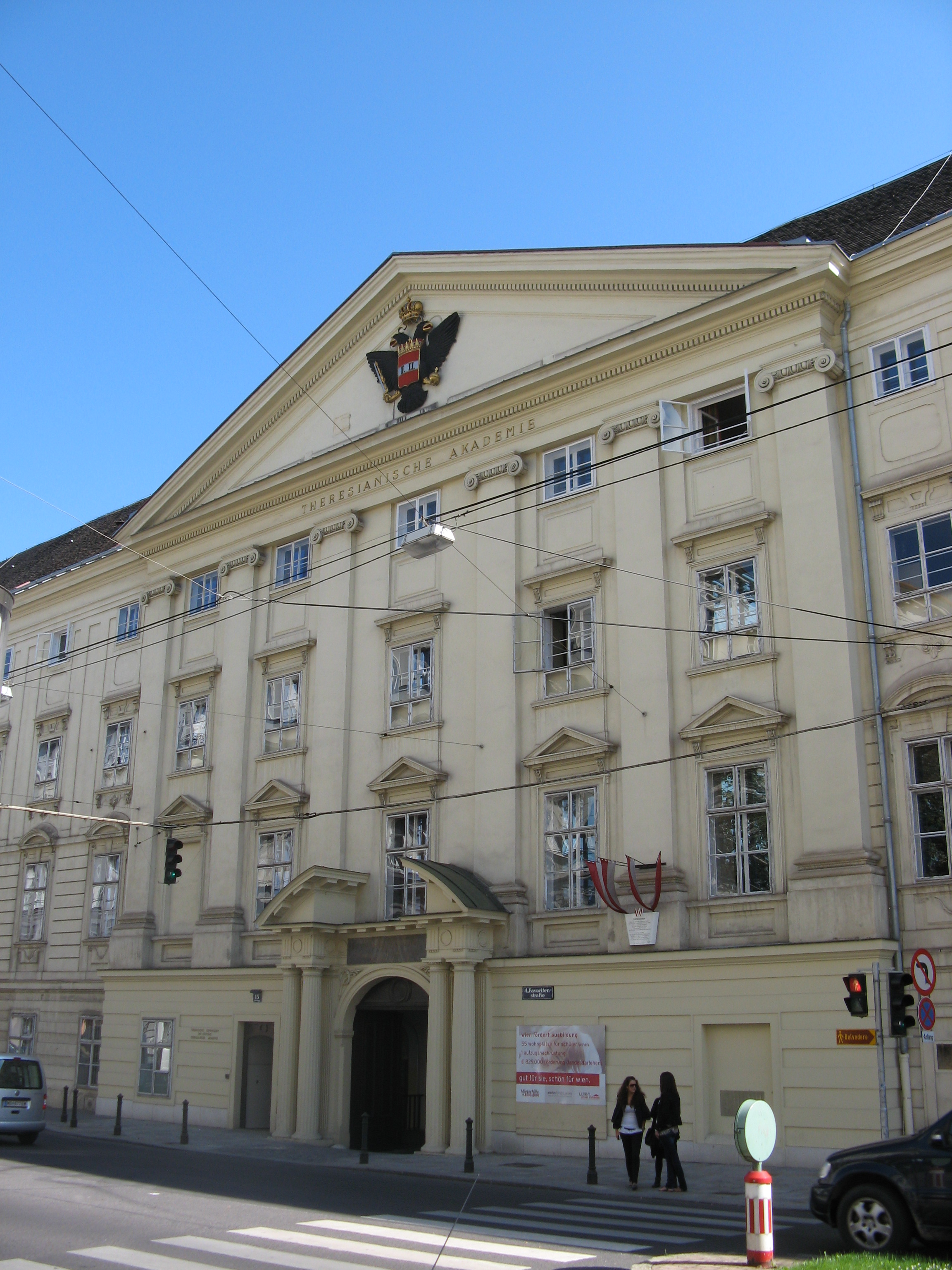

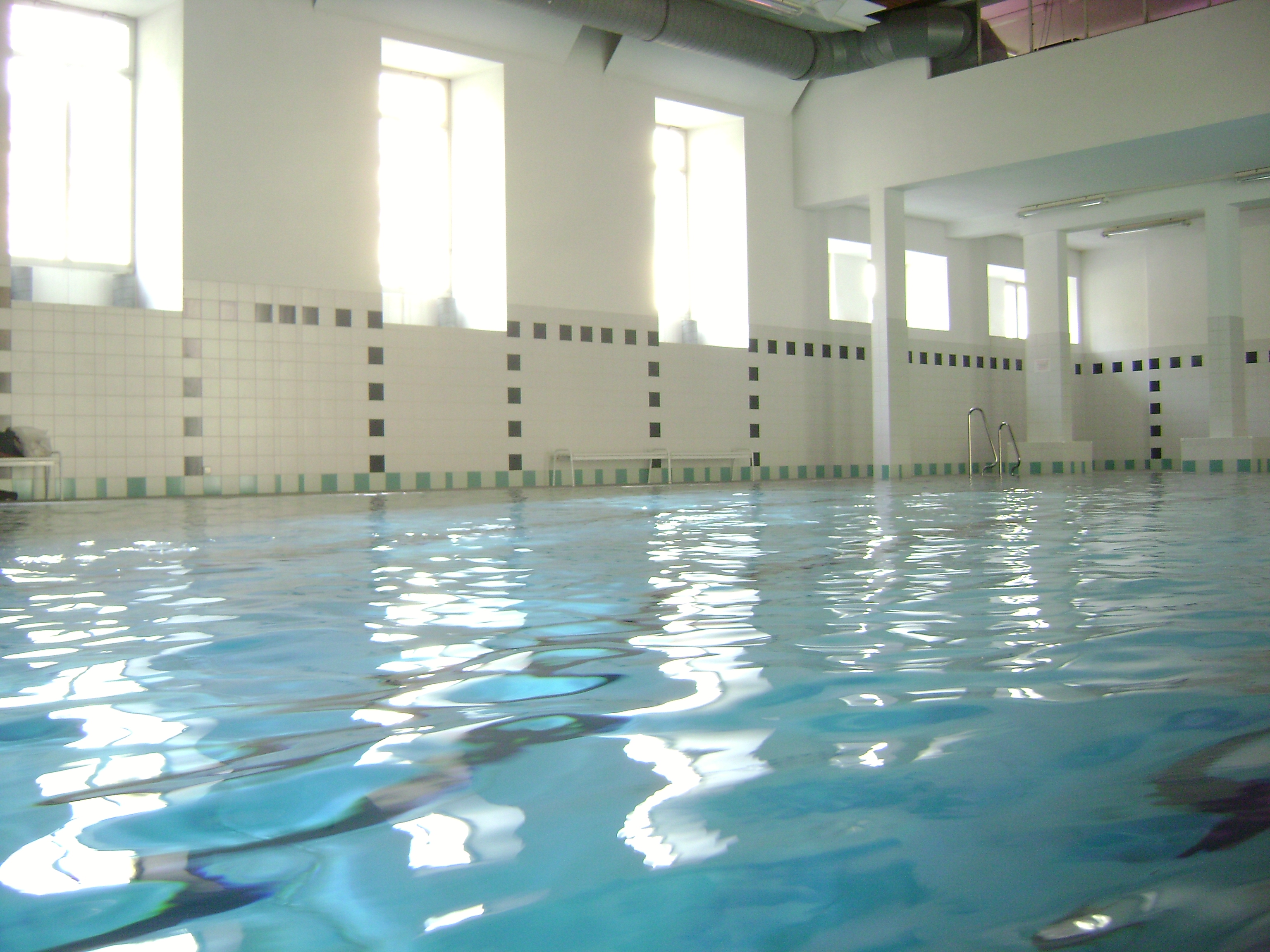
室内游泳池

该校在维也纳市中心拥有面积达50,000平方米的花园 学校的体育设施包括室内游泳池，两个沙滩排球场，网球，足球和篮球场，室内健身房。所有教室都配备了国家最先进的数字媒体设备。图书馆等历史建筑，则可用于特殊活动。

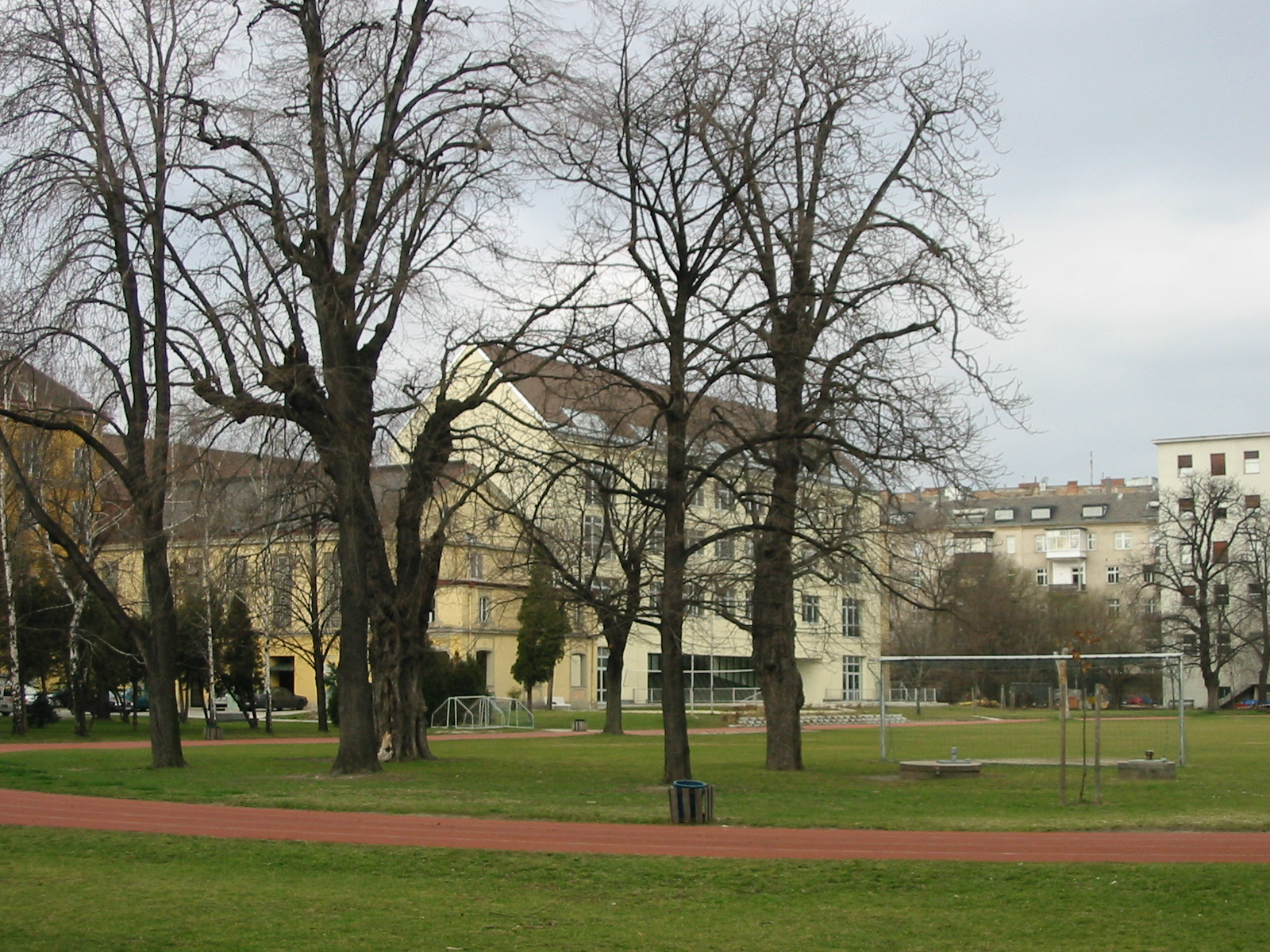
花园

该校常被称为奥地利最好的学校，其校友中有诺贝尔奖得主、政治领袖以及作家和思想家。

## 著名人物
- 约瑟夫·拉德茨基·冯·拉德茨（1766年－1858年），陸軍元帥。老约翰·施特劳斯的《拉德茨基進行曲》。
- 阿方索十二世（1857年－1885年），西班牙君主。
- 彼得·艾騰貝格（1859年－1919年），作家。
- 卡济梅尔兹·塔多斯基（1866年–1938年），哲学家。
- 约瑟夫·熊彼特（1883年－1950年），政治經濟學家。
- 理查德·尼古拉斯·冯·康登霍维-凯勒奇（1894年－1972年），歐盟之父。貝多芬第九交響曲的《歐洲之歌》（歡樂頌）。
- 马克斯·佩鲁茨（1914年－2002年），諾貝爾化學獎獲得者。
- 克里斯托弗·瓦尔兹（1956年－），電影演員。第62屆坎城影展最佳男演員獎。
- 約翰·古德努斯，年輕右派政治家
- 斐迪南一世 (1861年-1948年)，保加利亞沙皇